# Shigeru Chiba (giocatore di baseball)
Shigeru Chiba (千葉茂?, Chiba Shigeru; Saijō, 10 maggio 1919 – 9 dicembre 2002) è stato un giocatore di baseball e allenatore di baseball giapponese.